# Georges-François-Xavier-Marie Grente
Georges-François-Xavier-Marie Grente (Percy, 5 de mayo de 1872 – Le Mans, 4 de mayo de 1959) fue un cardenal y arzobispo católico francés.

## Biografía

### Formación
Georges Grente nació el 5 de mayo de 1972, en Percy, Coutances, Francia. 
Estudió en la Facultad de Derecho de la Universidad de París, en el Seminario mayor de Coutances, y en el Instituto Católico de París. 

### Sacerdocio
Fue ordenado sacerdote el 29 de junio de 1895, y luego enseñó en el seminario menor en Mortain hasta 1903.
Fue director del Colegio diocesano de Saint Louis de 1903 a 1916, de donde se convirtió en superior del Instituto San Pablo en Cherbourg. Fue nombrado canónigo honorario de un capítulo de la Catedral de Coutances en 1917.

### Episcopado
El 30 de enero de 1918, fue nombrado obispo de Le Mans por el Papa Benedicto XV. Recibió su consagración episcopal al 17 de abril siguiente por el Cardenal Louis-Ernest Dubois, junto a los obispos Claude Bardel y Joseph Guérard como co-consagrantes. Recibió el título de Asistente en el Trono Pontificio el 18 de enero de 1933, y el título personal de "Arzobispo" en marzo de 1943. Durante la Segunda Guerra Mundial, Grente trabajó en el movimiento de resistencia francés.

### Cardenalato
El Papa Pío XII lo creó Cardenal presbítero de San Bernardo en las Termas en el consistorio del 12 de enero de 1953. A pesar de las especulaciones de que su mala salud le impediría participar, fue uno de los cardenales electores en el cónclave de 1958, que seleccionó al Papa Juan XXIII [cita requerida]. Miembro de la Academia Francesa, mantuvo una estrecha correspondencia con Charles de Gaulle. Fue en una carta a Grente que de Gaulle hizo su famosa distinción entre la France chrétienne y la république läique.

### Fallecimiento
El Cardenal murió en Le Mans el 4 de mayo de 1959 a la edad de 86 años (un día antes de su cumpleaños número 87), y fue sepultado en la Catedral de Le Mans (su corazón, sin embargo, fue enterrado en una Iglesia de Percy). Pues se desempeñó como prelado de esa ciudad por más de 40 años. Académicamente eminente pero de manera pretenciosa, Grente fue satirizado por su clero. Fue objeto de un ataque de Le Canard enchaîné por la propiedad de burdeles cerca de la catedral compradas sin éxito (dada la oposición de las autoridades civiles y militares) en vista de su cierre, renovado por Jean Egen en 1973. En 1998, Grente fue objeto póstumo de un intento de asesinato de la reputación por parte de Christian Gury.

## Distinciones
- Comendador de la Legión de Honor.